# Jacques Baseilhac
Jacques Baseilhac, né le 9 février 1873 à Trébons et mort le 7 octobre 1903 à Savigny-sur-Orge, est un peintre et lithographe français.

## Parcours
Jacques Baseilhac suit des cours de peinture et de dessin à l'académie Julian de 1891 à 1894, et reçoit l'enseignement de Jean-Paul Laurens. Il expose ensuite régulièrement au salon de la Société nationale des beaux-arts, notamment des paysages et des habitants de Penmarch.
Il contribue à plusieurs periodiques satiriques et artistiques comme L'Assiette au beurre, Le Rire, et L'Estampe moderne.

## Ouvrages ou revues illustrés
- « Les Gueux » d'après La Chanson des gueux de Jean Richepin in L'Assiette au beurre no 81, 18 octobre 1902

## Conservation
- La Soupe à la chambrée[2], chromolithographie, Museum of Fine Arts Boston[3]